# Intrepid Sea-Air-Space Museum
L'Intrepid Sea-Air-Space Museum è un museo di storia marittima e militare costituito da una collezione di navi museo a New York. Si trova al Pier 86 sulla 46th Street, nella West Side di Manhattan. Fanno parte del museo la portaerei della seconda guerra mondiale USS Intrepid CV-11, il sottomarino USS Growler SSG-577, un Concorde, un ricognitore supersonico Lockheed A-12 e, a partire dal 2012, lo Space Shuttle Enterprise. 

Nel lower deck vi è anche un'interessante riproduzione di un biplano della prima guerra mondiale. Il museo funge da base per l'annuale Fleet Week, la settimana della flotta. Fondato nel 1982, il museo rimase chiuso dal 2006 per i successivi due anni a causa del rinnovamento dell'Intrepid e delle strutture. Esso ha poi riaperto al pubblico l'8 novembre 2008, con William White come suo presidente.

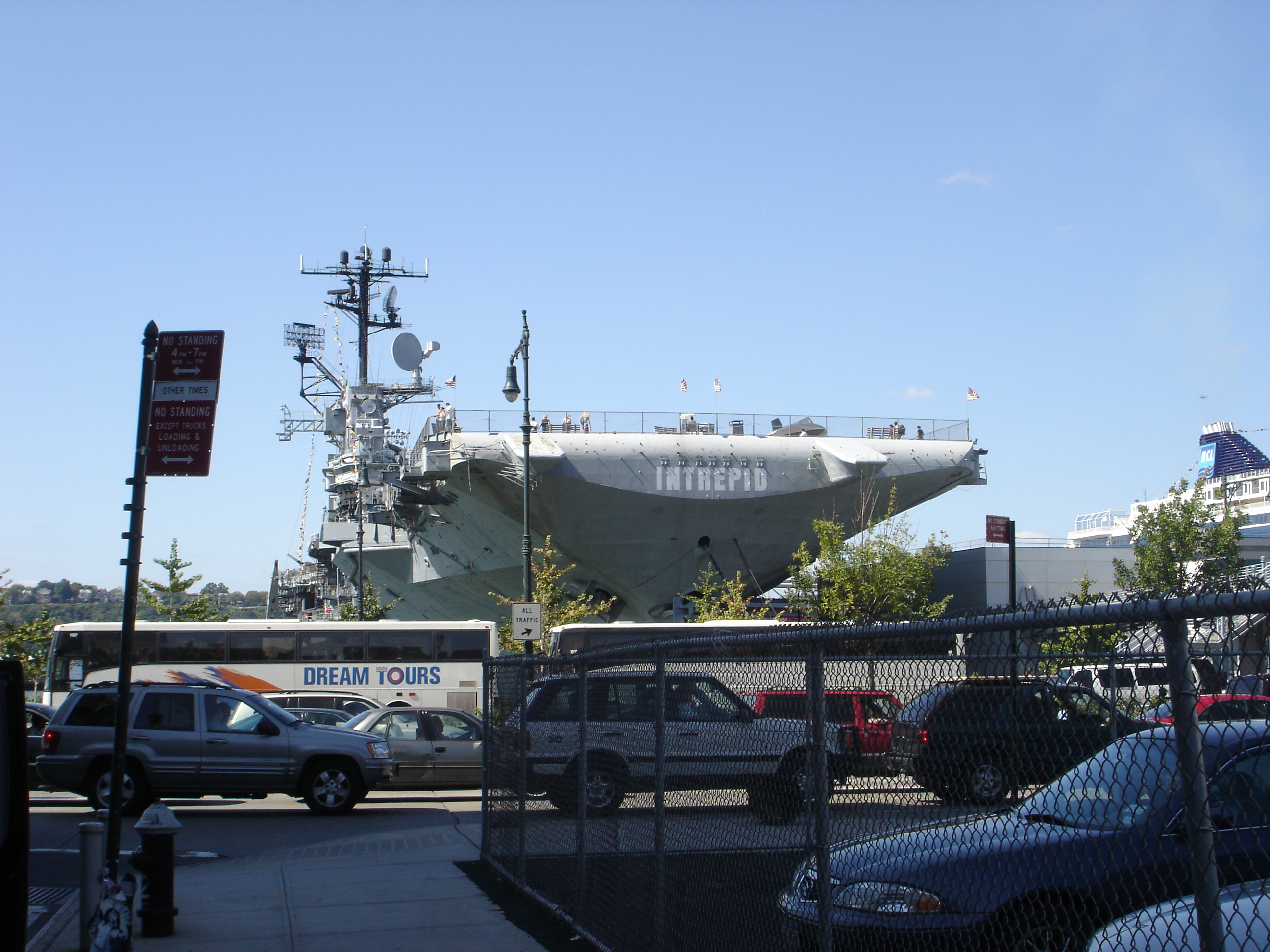
Vista della prua della USS Intrepid.

## Storia

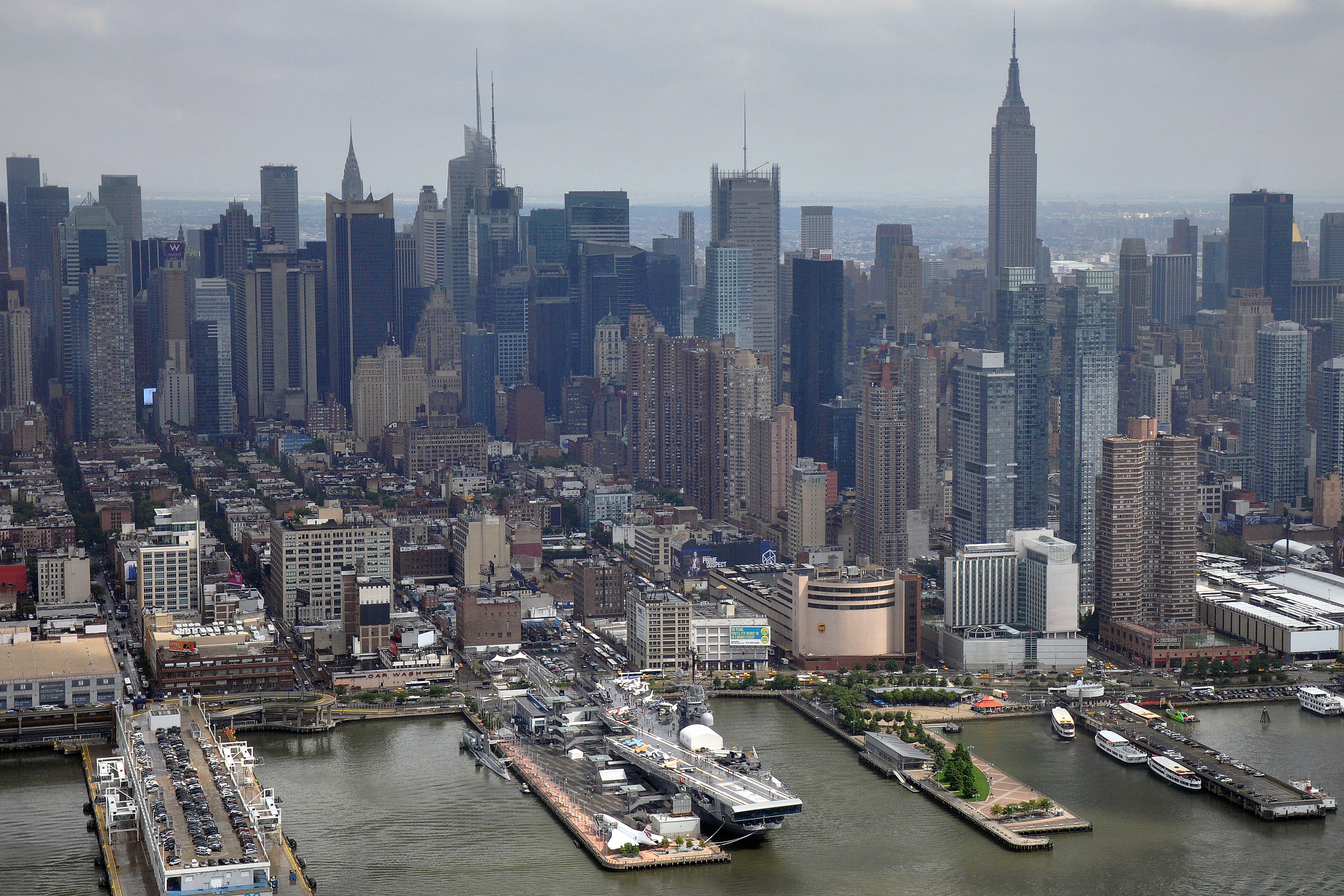
Vista aerea della USS Intrepid.

Il museo aprì nel 1982 al Pier 86 sull'iniziativa del filantropo Zachary Fisher e del giornalista Michael Stern per salvare l'Intrepid dalla rottamazione nel 1978. L'Intrepid divenne parte del patrimonio storico nazionale nel 1986.
Nel settembre 2001, l'Intrepid servì come quartier generale temporaneo per l'FBI quando iniziarono le indagini sugli attentati terroristici dell'11 settembre.

### Rinnovamento 2006-2008
Il 1º ottobre 2006, l'Intrepid chiuse per riparazioni e rinnovamento assieme al suo molo.
L'Intrepid fu spostata dall'Hudson verso The Peninsula a Bayonne Harbor, New Jersey per il restauro.
Lo spostamento fu ritardato il 6 novembre 2006, quando le eliche della nave si bloccarono nel fango dell'Hudson. Un secondo tentativo, questa volta riuscito, fu effettuato il 5 dicembre 2006. La portaerei fu quindi portata fino a Staten Island, dove le strutture del museo furono aggiornate ed ingrandite prima di ritornare al loro molo a Manhattan.
La portaerei fu riportata al suo posto nell'Hudson il 2 ottobre 2008 e riaprì al pubblico l'8 novembre dello stesso anno.
Nuovi aeroplani furono esposti sul ponte e negli hangar e il Concorde fu spostato in uno spazio espositivo sul molo.

## Lo Space Shuttle Enterprise
Il 12 dicembre 2011 fu ufficialmente annunciato che l'Enterprise era stato assegnato all'Intrepid Sea-Air-Space Museum. Il 27 aprile 2012 la navicella arrivò a New York, atterrando all'Aeroporto Internazionale John F. Kennedy, trasportata da un Boeing 747. Successivamente, con l'ausilio di una chiatta, il veicolo spaziale è stato spostato al museo ed è ora visitabile in un apposito padiglione posizionato a poppa della portaerei.

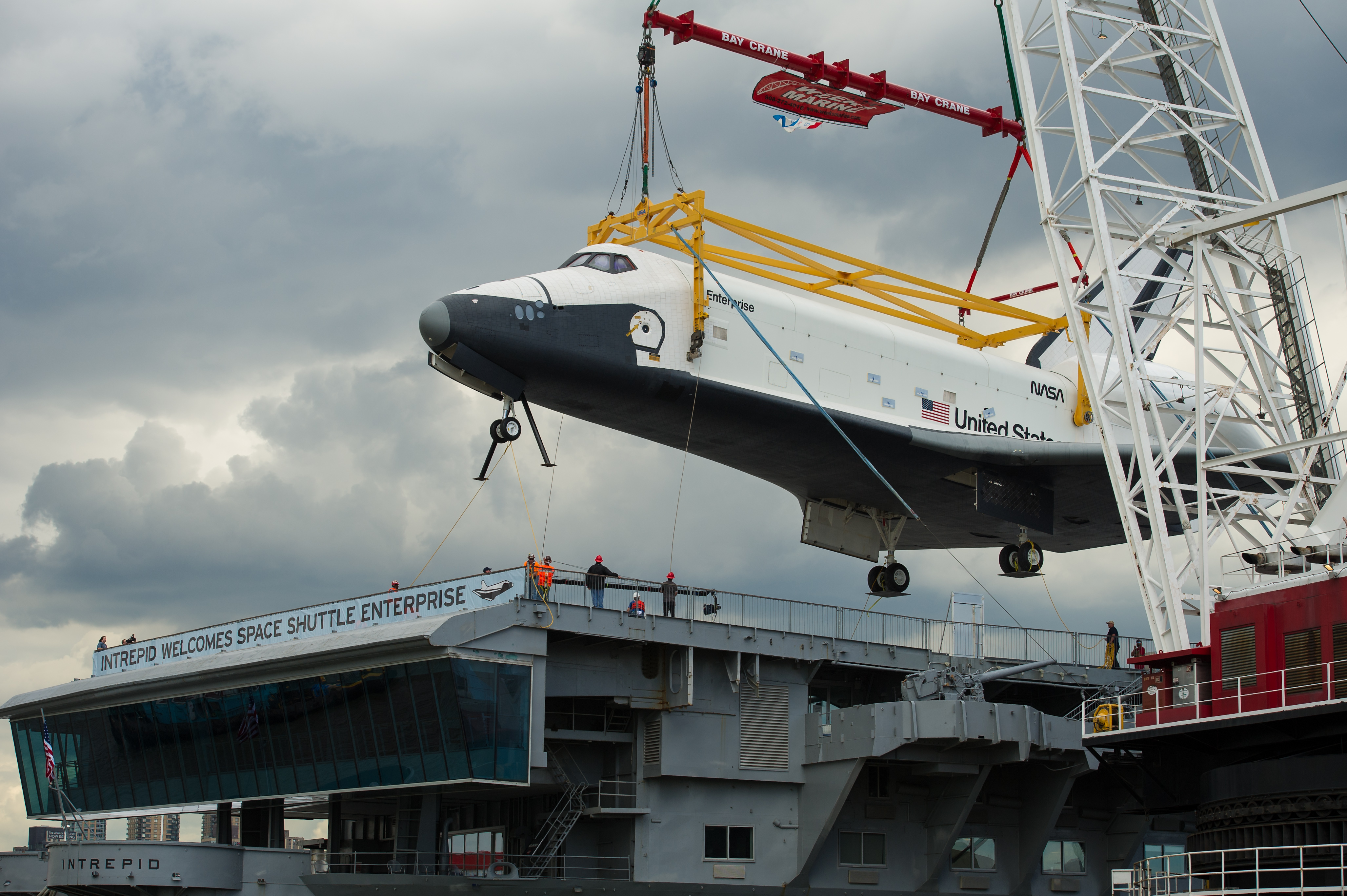
lo Shuttle Enterprise viene posizionato sul ponte di decollo dellIntrepid

## Oggetti in mostra
- United States Air Force

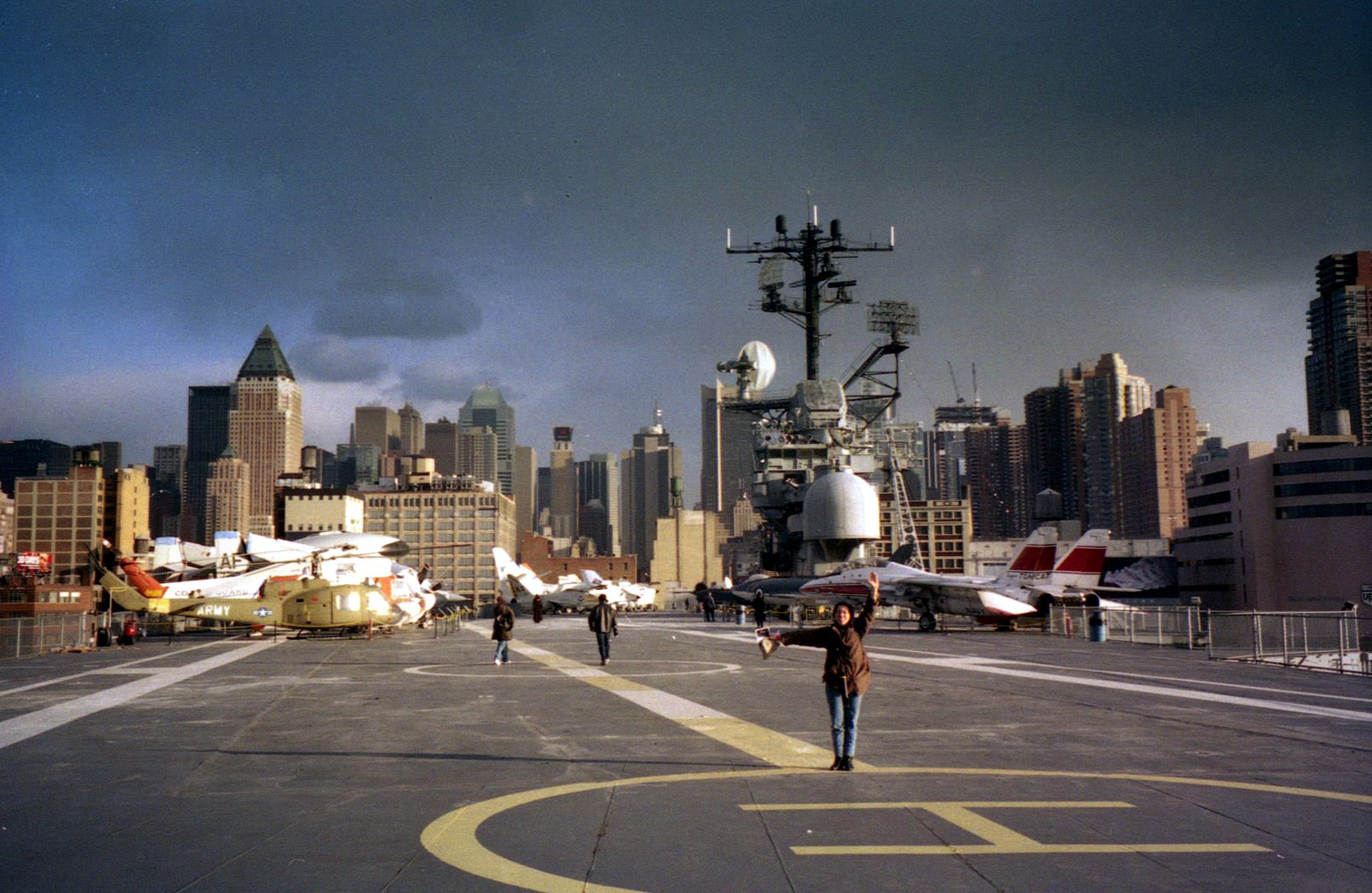
Il ponte di volo dellIntrepid

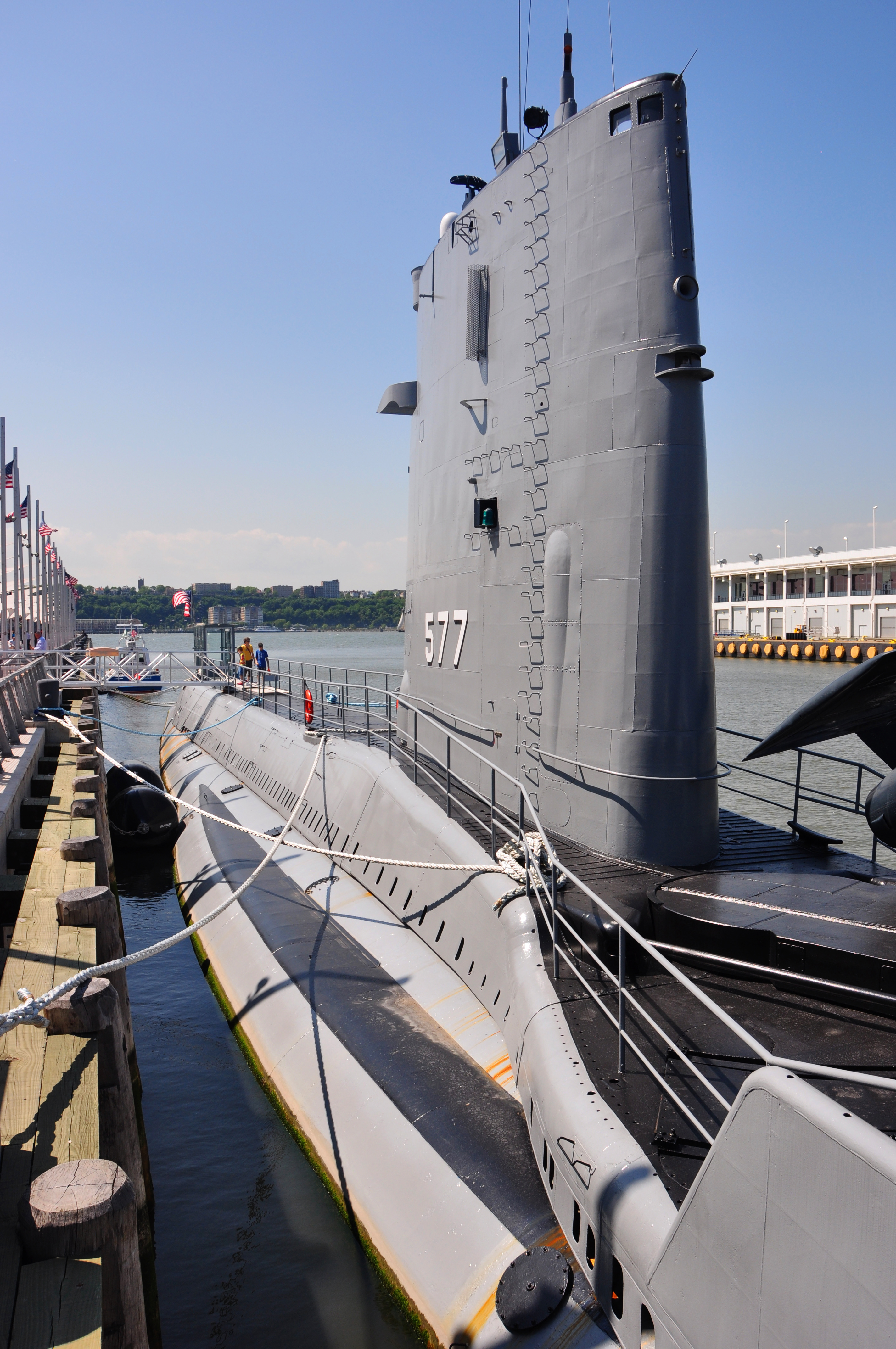
L'USS Growler

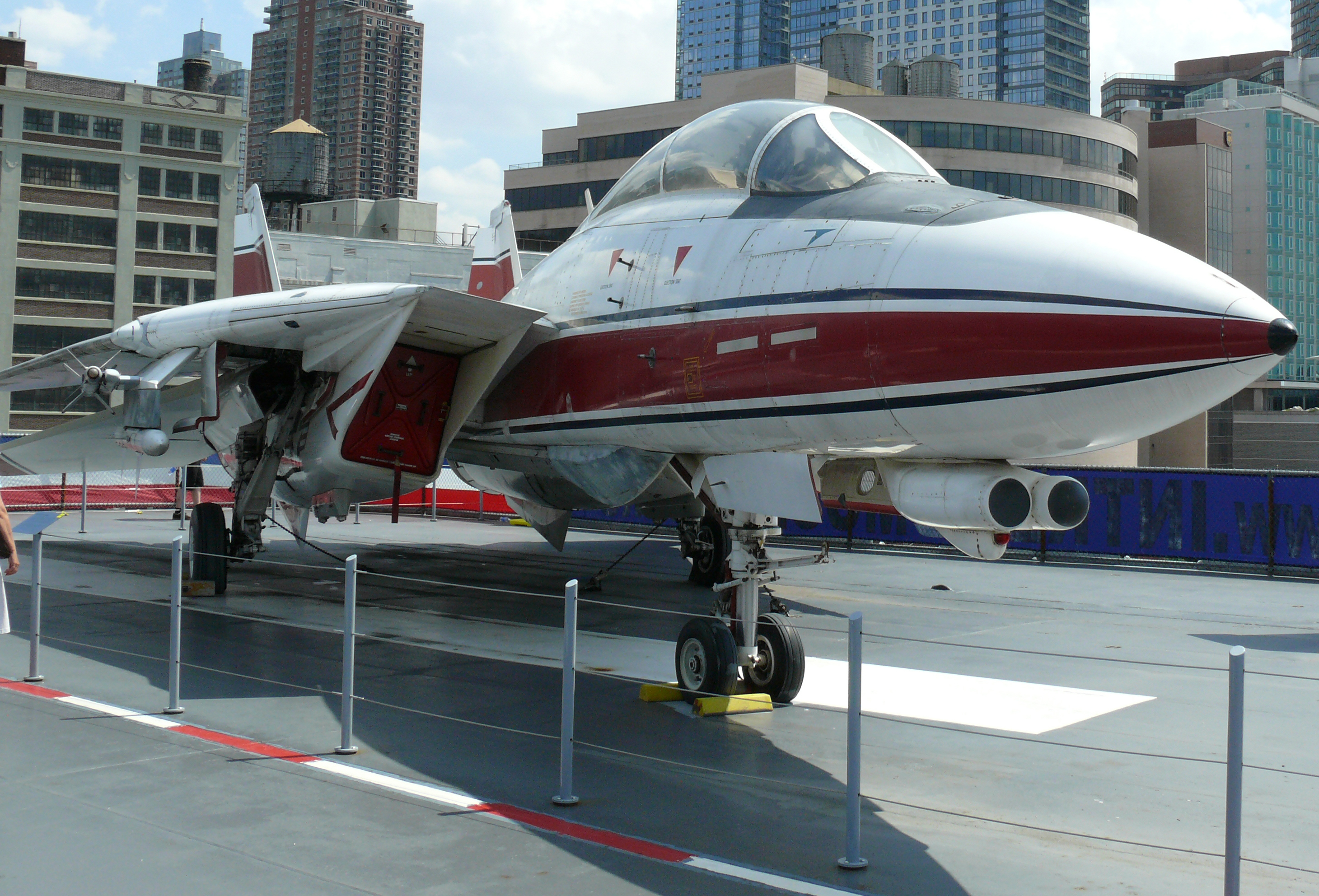
L'F-14 Tomcat esposto sul ponte dellIntrepid

  - Un F-16 Fighting Falcon che volò in supporto all'Operazione Desert Storm
  - Il primo Lockheed A-12 prodotto
- United States Navy
  - L'USS Intrepid (CV-11), portaerei che combatté nella seconda guerra mondiale e fu la prima nave statunitense di questo tipo ad utilizzare catapulte a vapore.
  - L'USS Growler (SSG-577), un sottomarino a propulsione diesel-elettrica del 1955 che era armato con missili Regulus
  - Il settimo F-14 Tomcat costruito che fu utilizzato nel 1973 come prototipo per il Super Tomcat
  - Un A-4 Skyhawk
  - Un addestratore Beech T-34 Mentor
  - Un TBF Avenger
  - Un E-1 Tracer
  - Un F-11 Tiger che portò il numero 5 nei Blue Angels
  - Un FJ-2/-3 Fury
  - Un F-8 Crusader
  - Un A-6 Intruder che fu utilizzato come sede di test per nuovi radar ed avionica nel 1988
  - Un F3H Demon
  - Un F-9 Cougar
  - Un Piasecki H-25
- United States Marine Corps
  - Un F-4 Phantom II
  - Un AV-8B Harrier II
  - Un F3D Skyknight
  - Un AH-1J Sea Cobra
- United States Army
  - Un AH-1 Cobra
  - Un UH-1 Iroquois dell'epoca della guerra del Vietnam
  - Un Bell 47
- United States Coast Guard
  - Un Sikorsky H-19
  - Un Sikorsky HH-52 Sea Guardian
- NASA
  - Una replica della capsula Aurora 7
  - Lo Space Shuttle Enterprise

- Velivoli stranieri

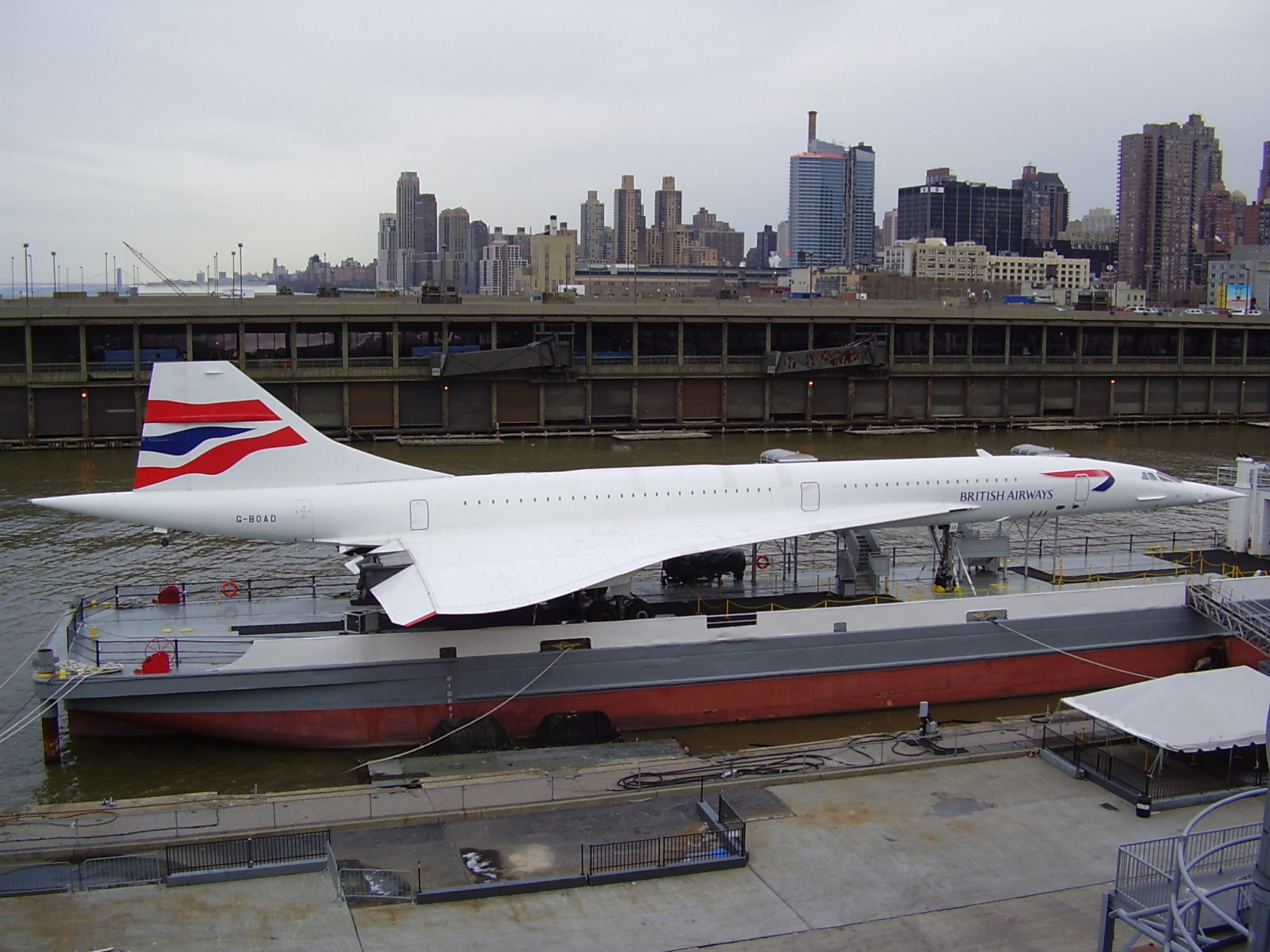
Il Concorde delle British Airways G-BOAD visto dal ponte di volo dellIntrepid

  - Il Concorde G-BOAD delle British Airways (2004). Questo è l'aeroplano che stabilì il record di velocità per aerei di linea volando da New York a Londra in 2 ore, 52 minuti e 59 secondi
  - Un Aermacchi MB-339 italiano, dipinto nei colori delle Frecce Tricolori
  - Un Dassault Étendard IV francese
  - Uno IAI Kfir israeliano
  - Un MiG-15 costruito in Cina
  - Un MiG-17 costruito in Polonia
  - Un MiG-21 polacco
  - Un Supermarine Scimitar della Royal Navy
- Altre attrazioni
  - Exploreum, una sala interattiva progettata per descrivere a bambini ed adolescenti la vita su di una portaerei.